# Tlatilco

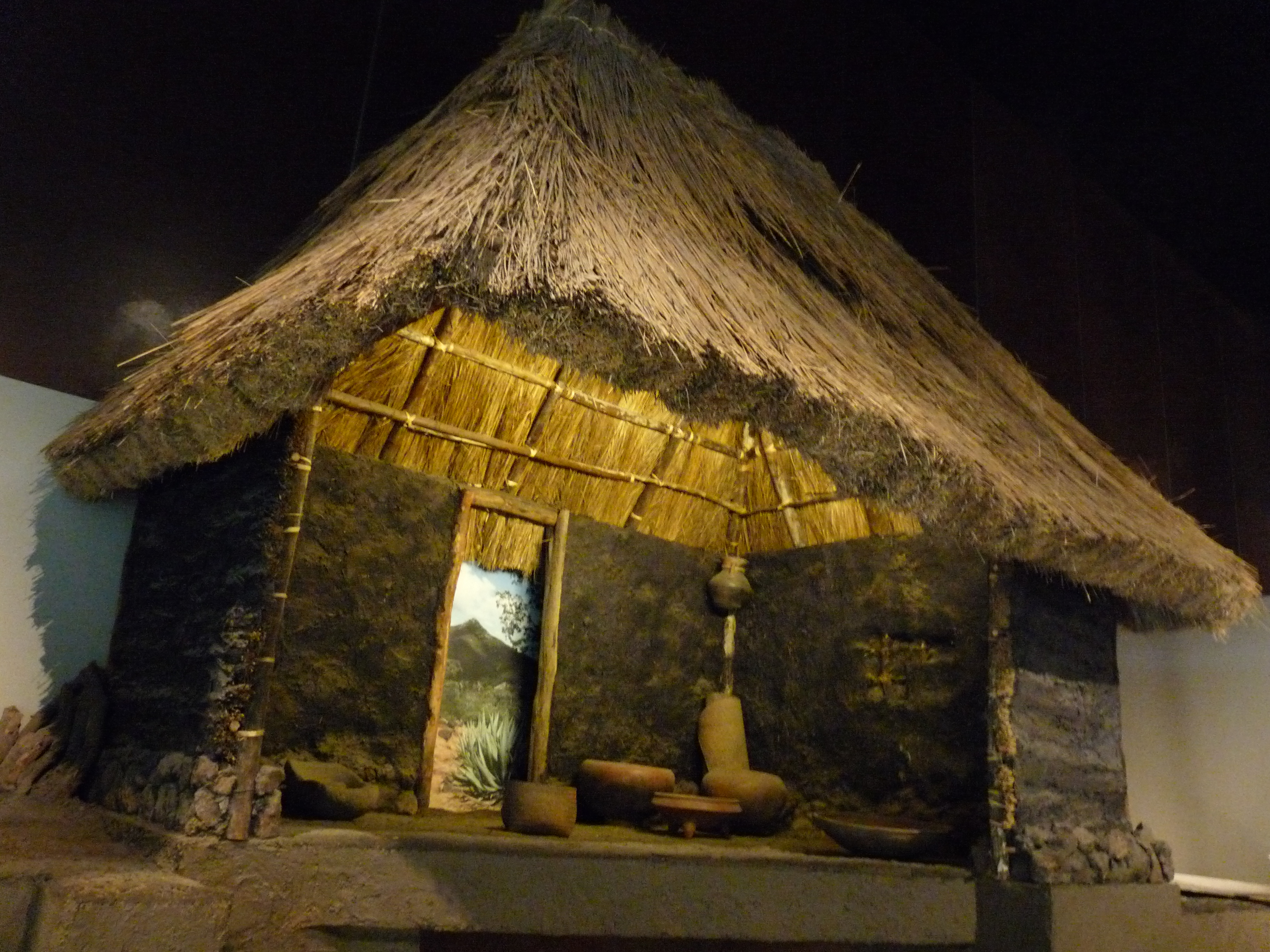
Reconstitution d'une habitation préclassique de Tlatilco (MNA, Mexico).

Tlatilco (du nahuatl, « le lieu des choses cachées ») était un grand village précolombien de la vallée de Mexico situé dans la municipalité de Naucalpan dans l'État de Mexico au nord-ouest de la ville de Mexico. Il s’agit d’un site archéologique important s’étendant sur environ 65 hectares. Ce fut l'un des premiers sièges de chefferie à apparaître dans la vallée et à se développer sur la rive ouest du lac Texcoco au Préclassique pendant les Phases Ayotla et Manantial, grosso modo entre -1300 et -800. Il a donné son nom à la "culture de Tlatilco", à laquelle se rattachent les sites de Tlapacoya, sur la rive orientale du lac Chalco, et Coapexco.
Tlatilco est remarquable en particulier pour la haute qualité de ses poteries, dont de nombreuses sont caractérisées par une iconographie olmèque, ainsi que de ses figurines, comprenant des figurines à visage de bébé de style olmèque. Beaucoup d'autres, cependant, semblent s’inscrire dans une tradition locale de céramiques. Ces artéfacts de style olmèque alimentent le débat toujours passionné autour de la diffusion des influences olmèques au Mexique central.

## Découverte du site

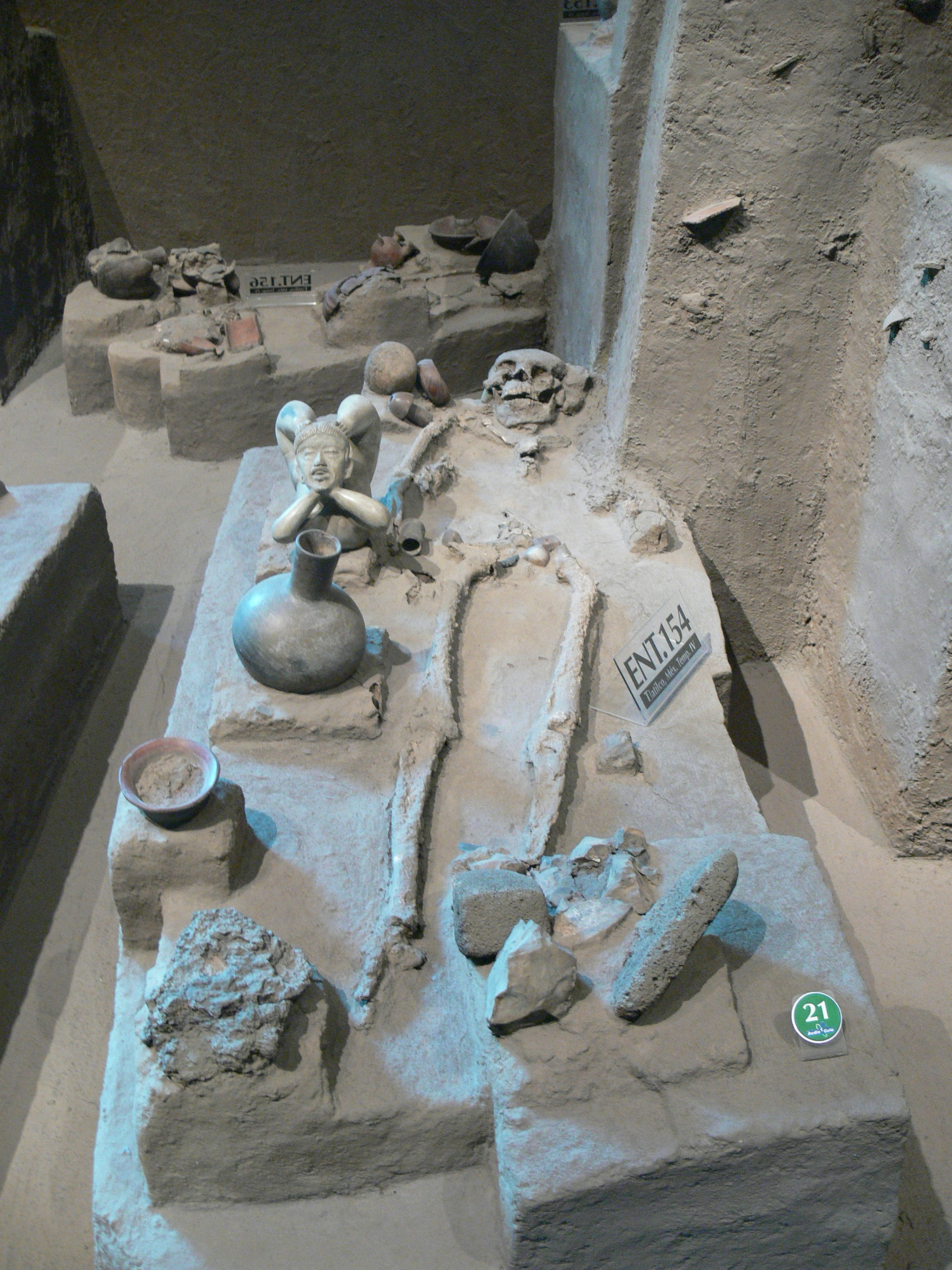
Reconstitution de la sépulture 154 du temple IV de Tlatilco (MNA, Mexico).

Le site de Tlatilco a été utilisé dans les temps modernes comme source d'argile pour la fabrication de briques. Dans les années 1930, il a été fouillé dans des conditions anarchiques et il faut sans doute déplorer la perte de plusieurs centaines d'objets, détruits par les ouvriers. Malgré tout de nombreux vestiges découverts à cette occasion sont tombés entre les mains de collectionneurs, comme Diego Rivera ou Miguel Covarrubias, artiste et ethnologue. Ce dernier a conduit la première fouille contrôlée en 1942. En 1949, plus de 200 sépultures ont été identifiées à Tlatilco, ce qui a conduit à classer la cité comme nécropole. Deux grandes fouilles archéologiques ont suivi, avec plus de 500 sépultures finalement identifiées, dont beaucoup avec des offrandes funéraires intactes. La dernière campagne de fouilles a également entrepris une étude systématique des structures non-funéraires, permettant de comprendre que des centaines de sépultures étaient apparemment situées sous d’anciennes maisons - bien qu'il n’en subsiste aucune trace - ainsi qu’une étude des fosses de déchets divers, permettant d’affirmer que Tlatilco n'était pas une nécropole, mais plutôt le centre d’une importante chefferie.
L'examen des squelettes a montré que les personnes de statut social élevé se limaient les dents et déformaient le crâne des bébés, des pratiques sans doute liées au statut et à l'idéal de beauté.
Tlatilco a atteint son apogée entre 1000 et 700 av. J.-C., au cours de la période archéologique olmèque. La phase suivante, celle de Zacatenco (700-400 avant notre ère) a vu la cessation de l'utilisation de l'iconographie et des formes olmèques.

## Figurines de Tlatilco

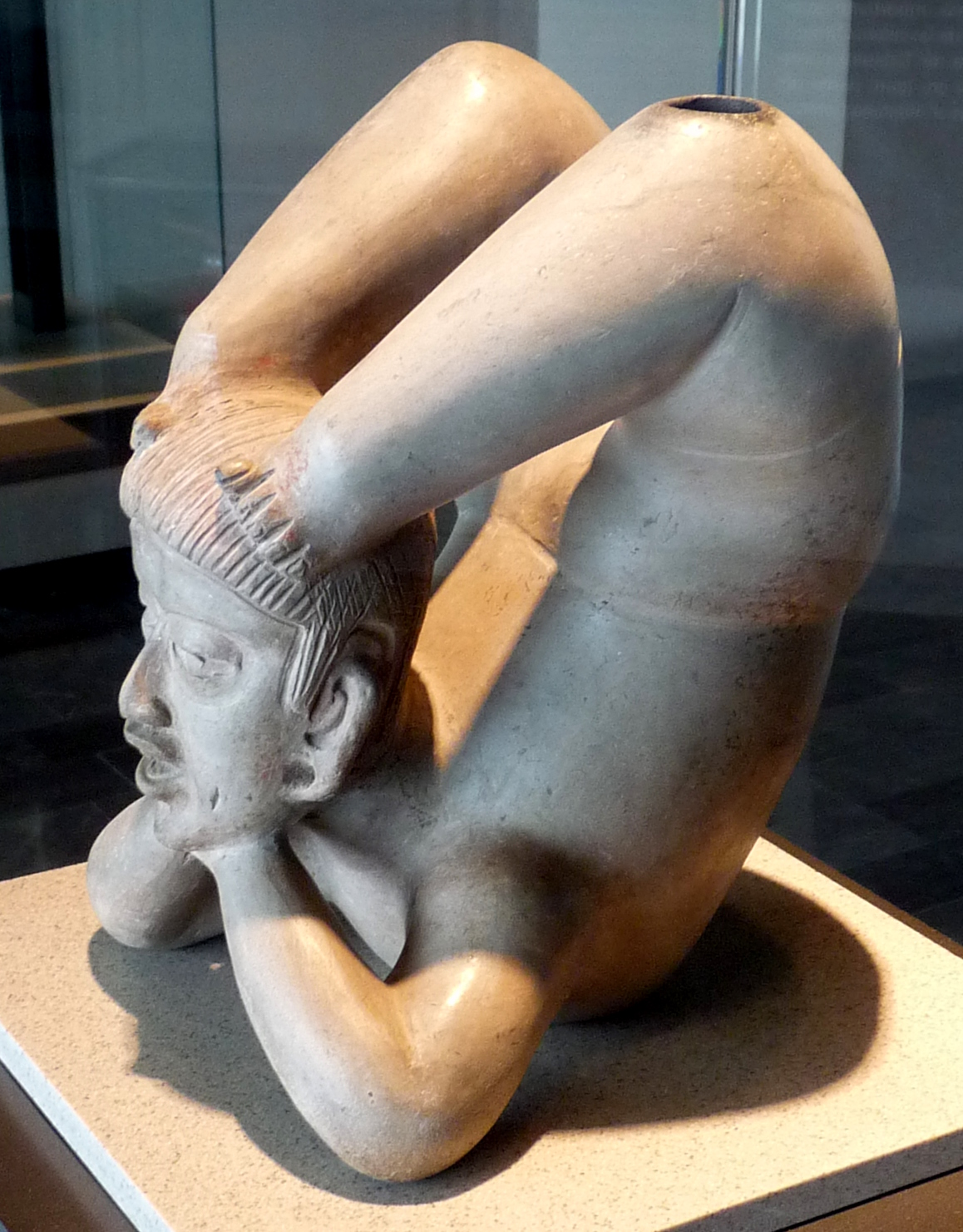
Figurine en céramique provenant de Tlatilco, communément désignée sous le nom d’"Acrobate". vers1300 - 800 avant notre ère.

Les figurines trouvées sur le site sont extrêmement caractéristiques : elles représentent des jeunes filles nues ou en jupette (parfois appelées «pretty ladies» dans la littérature anglo-saxonne, c'est-à-dire «jolies dames»), mais aussi des individus de sexe masculin. Les caractères sexuels des statuettes féminines sont accentués: hanches et stéatopygie. Les bras sont généralement à l'état d'ébauche. Par contre, les coiffures sont très élaborées. On notera avec intérêt que certaines figurines portent une protection pour les mains et les genoux, ce qui pourrait indiquer l'existence d'un jeu de balle à Tlatilco, même si aucun terrain n'a été retrouvé. Beaucoup de ces figurines montrent des déformations ou d'autres anomalies corporelles, nains, bossus, statuettes à deux visages ou bicéphales. Ces dernières sont considérées par Gordon Bendersky comme des anomalies congénitales connues sous le nom de «disprosopus ». On a également retrouvé des masques au visage moitié squelettique, moitié couvert de chair, caractéristiques des conceptions dualistes des religions mésoaméricaines.

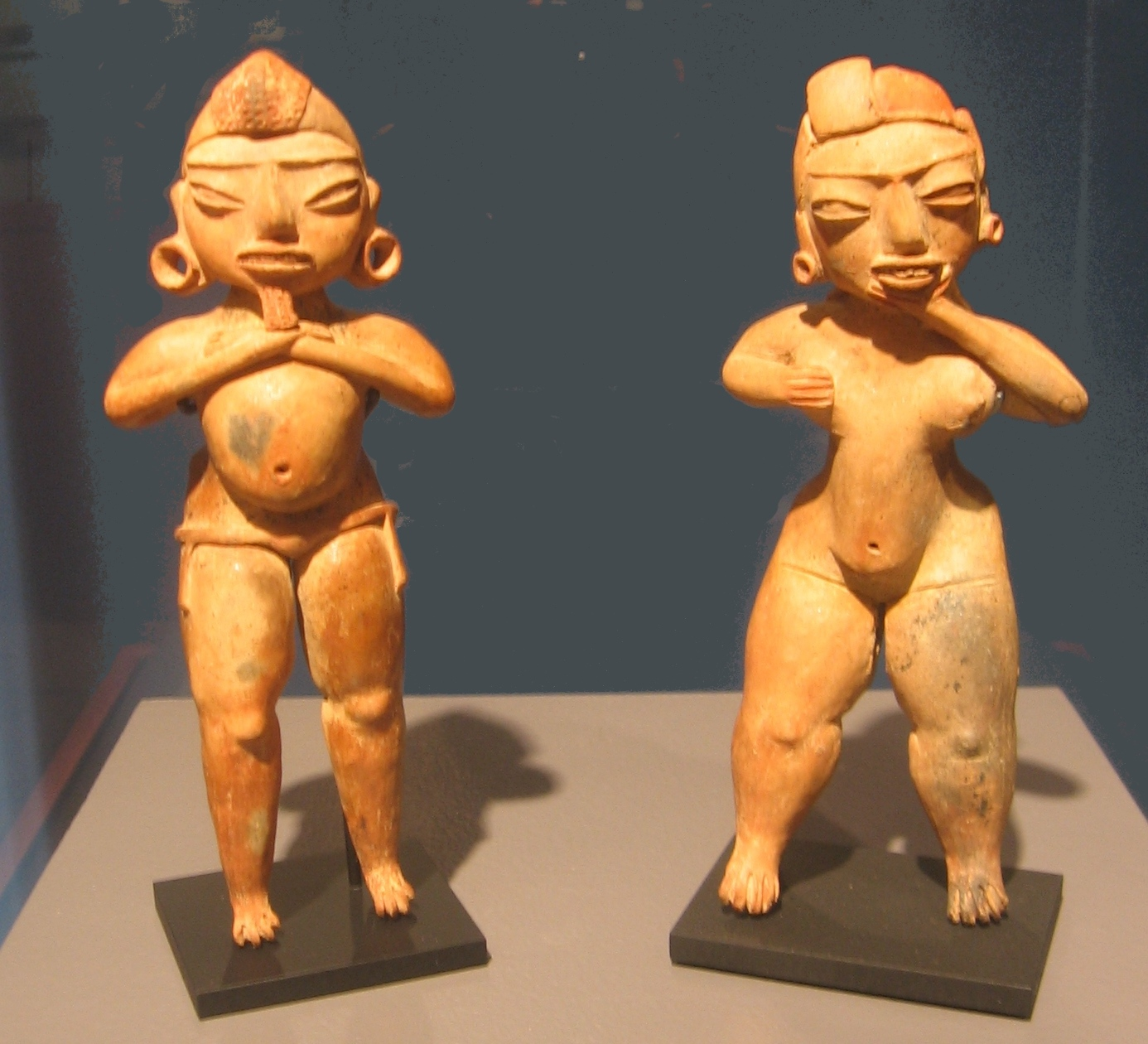
Figurines de Tlatilco.
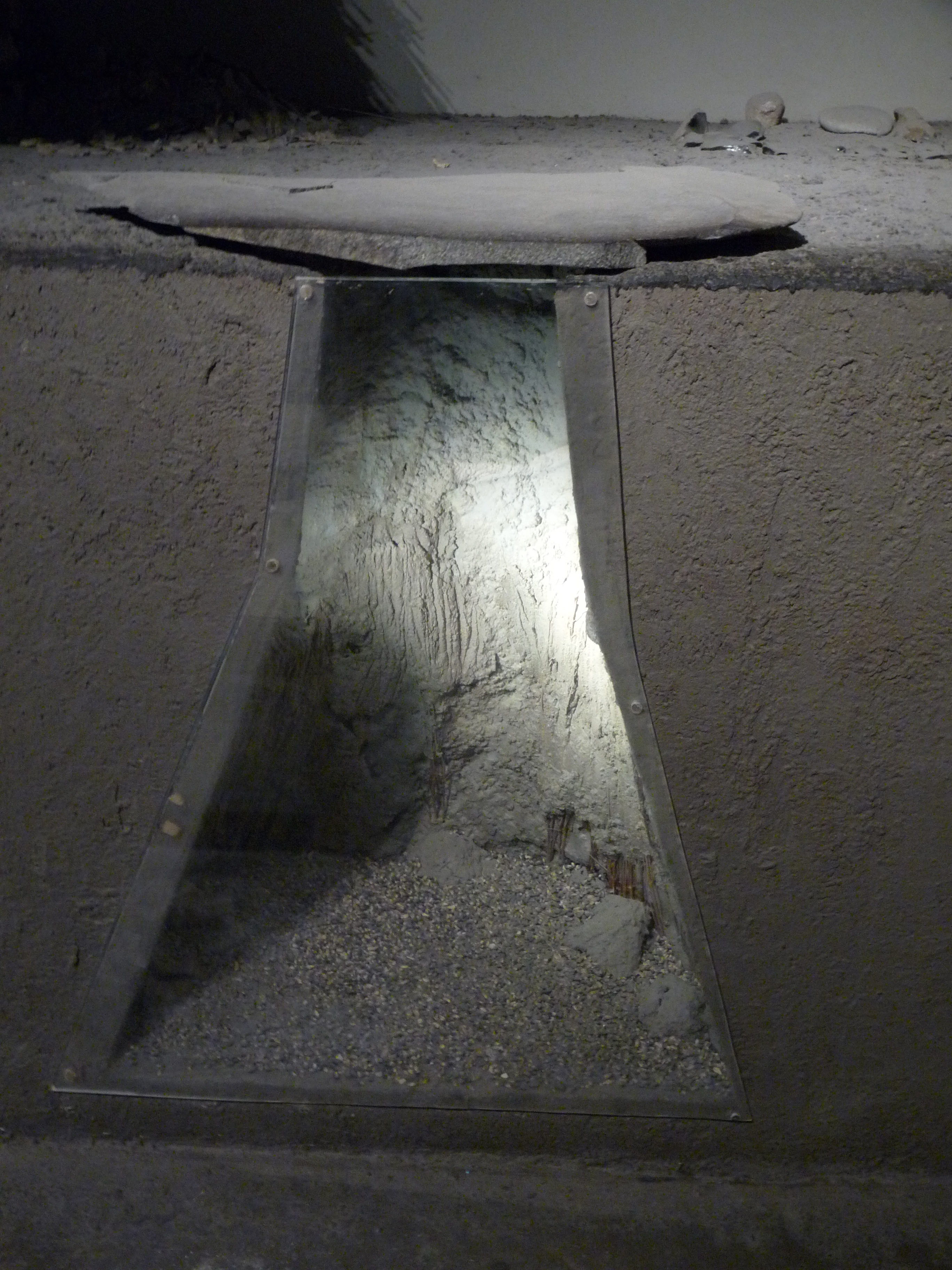
Reconstitution de formation tronco-conique utilisée à Tlatilco pour stocker le grain (MNA, Mexico).
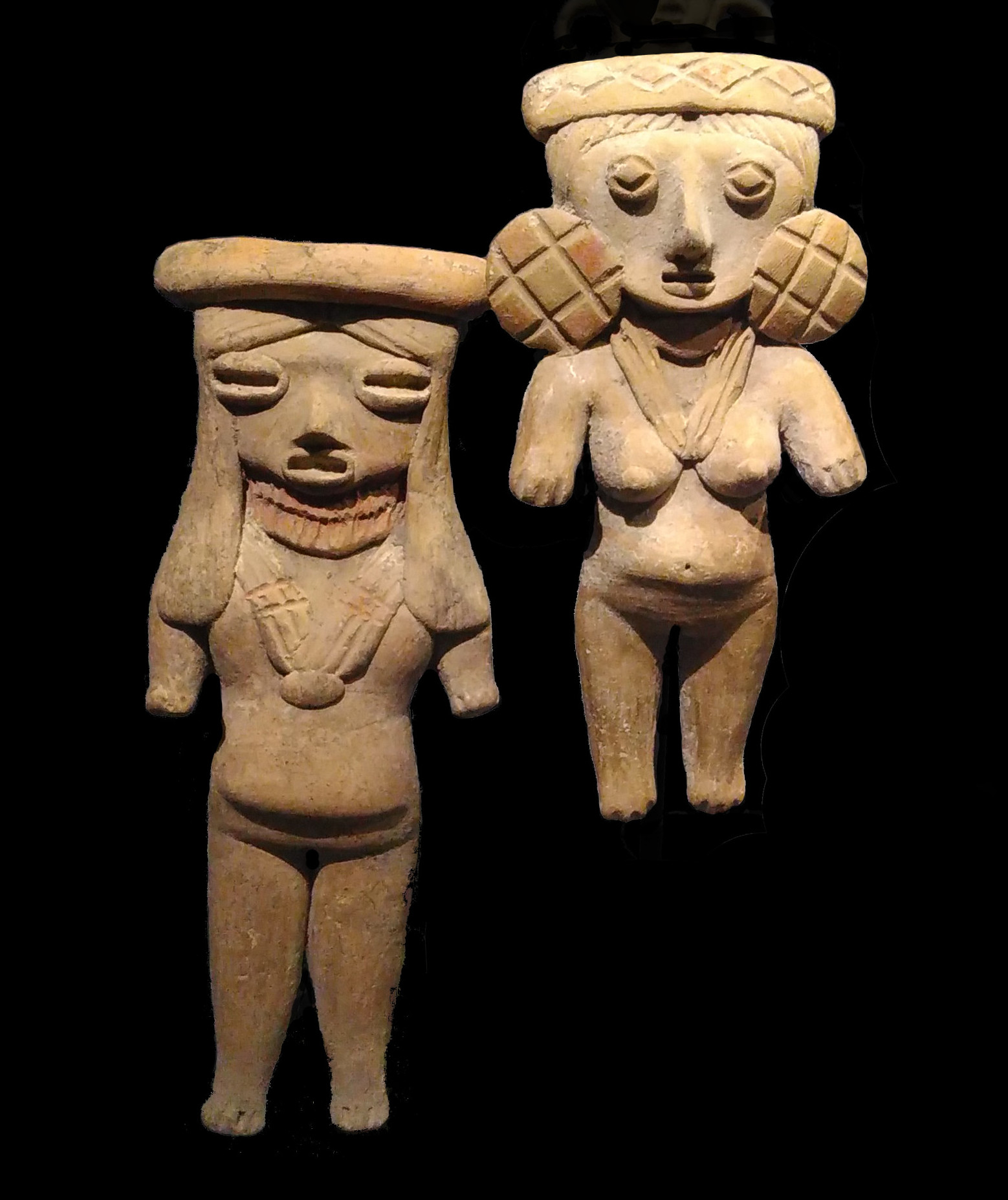
Pretty Ladies conservées aux Musées Royaux d’Art et d’Histoire de Bruxelles.